# Elaine Chaová
Elaine Chaová, rodným jménem Elaine Lan Chao, čínsky pchin-jinem Zhào Xiǎolán, znaky zjednodušené 赵小兰, tradiční 趙小蘭, (* 26. března 1953 Tchaj-pej) je americká republikánská politička, která v letech 2017–2021 zastávala úřad ministryně dopravy Spojených států v kabinetu Donalda Trumpa.
V období 2001–2009 působila ve funkci americké ministryně práce ve vládě George W. Bushe. Po jmenování jeho otcem, prezidentem Georgem Bushem, sloužila mezi roky 1991–1992 jako ředitelka Mírových sborů. Pod jejím vedením došlo v důsledku rozpadu východního bloku k rozšíření programů sborů do východní a střední Evropy, rovněž tak i do středoasijského regionu. V letech 1989–1991 vykonávala pozici náměstkyně federálního ministra dopravy, kam se přemístila z úřadu předsedkyně a komisařky Federálního námořního výboru.
Ve čtyřletém období před vstupem do státní správy byla prezidentkou neziskové organizace United Way of America a spolupracovala také s konzervativním think tankem The Heritage Foundation.
Původem z ostrovního Tchaj-wanu se stala historicky první Američankou asijského původu a prvním čínským Američanem ve vládě Spojených států. V roce 1993 se vdala za senátora Mitche McConnella z Kentucky, který se v Senátu stal roku 2007 vůdcem republikánů a o osm let později také vůdcem většiny, když republikáni v komoře získali více mandátů než demokraté.

## Mládí a vzdělání
Chaová se narodila roku 1953 v tchajwanské metropoli Tchaj-peji jako nejstarší ze šesti dcer. Sourozenkyně se jmenují Jeannette, May, Christine, Grace a Angela. Deník The New York Times uvedl, „že některé z mladších sourozenkyň se vdaly za titány z Wall Streetu, včetně Bruce Wassersteina, bývalého majitele New York Magazine.“
Matka Ruth Mulan Chu Chaová (čínsky: 趙朱木蘭; 1930–2007) byla historička a Harvard Business School jejím jménem pojmenovala centrum, jakožto svou první instituci nazvanou po ženě a po asijském Američanovi. Otec James Si-Cheng Chao (čínsky: 趙錫成) začal kariéru lovem ryb na moři a později v New Yorku založil rejdařskou společnost Foremost Shipping. Rodiče odešli na Tchaj-wan ze Šanghaje v roce 1949 poté, co čínští komunisté zvítězili v občanské válce. V osmi letech, roku 1961, se vydala s matkou a dvěma sestrami na 37denní cestu do Spojených států na palubě nákladní lodi. Otec přicestoval do New Yorku již o tři roky dříve, když obdržel stipendium ke studiu.
Základní školu začala navštěvovat v tchajpejské škole Tsai Hsing (臺北市私立再興高級中學), a po emigraci pokračovala na střední syossetské škole v newyorském Long Islandu. Americké občanství v procesu naturalizace obdržela v devatenácti letech.
V roce 1975 absolvovala bakalářský program ekonomie na soukromé dívčí univerzitní koleji Mount Holyoke College v massachusettském South Hadley a získala titul Bachelor of Arts (B.A.). Během univerzitního studia na Mount Holyoke pracovala v oddělení pro styk s veřejností a ekonomickém úseku, stala se editorkou ročenek, hrála pozemní hokej a byla členkou jezdeckého oddílu. V letním semestru prvního ročníku uskutečnila studijní pobyt na Dartmouth College, kde se zaměřila na finance a bankovnictví.
V roce 1979 ukončila magisterské studium MBA na Harvard Business School.
Na osobním webu Chaová uvedla, že se stala držitelkou více než třiceti čestných doktorátů. Jeden z nich, „Doctor of Humane Letters“, obdržela v roce 2015 na Georgetownské univerzitě.

## Profesní dráha

### Raná fáze
Po ukončení vysokoškolského studia pracovala čtyři roky jako viceprezidentka v oblasti syndikátních půjček pro Bank of America Capital Markets Group v San Franciscu a bankéřka bankovního domu Citicorp v New Yorku.
V éře Reaganovy administrativy se roku 1983 stala absolventkou programu White House Fellowship pro juniorní představitele Spojených států.
V roce 1986 nastoupila na pozici zástupkyně administrátora do vládní agentury námořní správy Maritime Administration při ministerstvu dopravy. Mezi lety 1988–1989 byla předsedkyní Federálního námořního výboru (Federal Maritime Commission), aby ji nový prezident George H. W. Bush v roce 1989 nominoval na post náměstkyně ministra dopravy, kde působila v období 1989–1991. Navazující rok se stala dvanáctou ředitelkou Mírových sborů, jakožto první Asiatka tichomořského původu na takto vysoké pozici. V období po rozpadu východního bloku rozšířila působnost sborů na regiony východní a střední Evropy, rovněž tak i do středoasijského prostoru, když řídila programy pro Polsko, Lotyšsko, Litvu, Estonsko a další státy s nově nabytou svobodou.

### United Way a Heritage Foundation
Po vládní službě se z pozice prezidentky a ředitelky čtyři roky věnovala práci v neziskové organizaci United Way of America. Od roku 1996 až do jmenování ministryní spolupracovala s konzervativním think tankem The Heritage Foundation, sídlícím ve Washingtonu, D.C. Působila i ve správní radě neziskové organizace bojující za emancipaci žen Independent Women's Forum. V lednu 2009 se po konci Bushovy administrativy vrátila do Heritage Foundation.

### 2001–2009: Ministryně práce

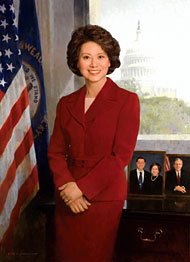
Elaine Chaová, oficiální ministerský portrét.

Prezident George W. Bush ji v lednu 2001 uvedl do úřadu ministryně práce. Chaová se stala jediným jmenovaným členem kabinetu, který v úřadu působil po dvě funkční období celých osm let. Stala se také nejdéle sloužící ministryní práce od Frances Perkinsové, která úřadovala v Rooseveltově vládě mezi roky 1933–1945.
Podle statistik Úřadu pro zajištění ochrany zdraví a bezpečnosti práce (Occupational Safety and Health Administration) z roku 2007 – se během šestiletého působení Chaové – „snížila četnost smrtelných pracovních úrazů … o 14 procent od roku 2001, a počet pracovních úrazů a nemocí pak od roku 2002 … klesl o 21 procent, což u obou kritérií představovalo v absolutních číslech historická minima.“
Ministerstvo se pod jejím vedením ujalo iniciativy v legislativní reformě „ochrany zdraví, bezpečnosti, mezd a zabezpečení důchodů“ pro pracující občany. Restrukturalizací prošly ministerské programy a modernizován byl systém regulací. Došlo také ke snížení diskrečního rozpočtu ministerstva z 11,7 na 11,6 miliardy dolarů a Úřad pro řízení a rozpočet (Office of Management and Budget) udělil jí vedené instituci, jako prvnímu vládnímu úřadu, „zelené“ hodnocení za výbornou práci ve správě každé rozpočtové kapitoly.

### 2017–2021: Ministryně dopravy
Zvolený prezident Trump ji 29. listopadu 2016 navrhl do funkce ministryně dopravy a k senátnímu potvrzení došlo 31. ledna 2017 poměrem hlasů 93–6. Šesti senátory, kteří hlasovali proti se stali Cory Booker (Dem., New Jersey), Kirsten Gillibrandová (Dem., New York), Ed Merkley (Dem., Oregon), Bernie Sanders (nez., Vermont), Charles Schumer (Dem., New York) a Elizabeth Warrenová (Dem., Massachusetts). Na ministerský post Chaová rezignovala 11. ledna 2021 v důsledku vpádu Trumpových příznivců do Kapitolu, když uvedla, že ji události „hluboce znepokojily“ a nemohla se přes ně přenést.